# Сафоновський сільський округ
Сафо́новський сільський округ (каз. Сафонов ауылдық округі, рос. Сафоновский сельский округ) — адміністративна одиниця у складі Курмангазинського району Атирауської області Казахстану. Адміністративний центр та єдиний населений пункт — село Сафоновка.
Населення — 1774 особи (2021; 1771 у 2009, 1734 у 1999, 1536 у 1989).
Станом на 1989 рік існувала Сафоновська сільська рада (село Сафоновка).